# Hans von Warnsdorf
Hans von Warnsdorf (auch: Hans Woelfl von Warnsdorf; auch Johann von Warnsdorf; Hanusch von Warnsdorf; tschechisch: Jan z Varnsdorfu; Hanuš z Varnsdorfu; Hanuš Velf z Varnsdorfu; † nach 1489) war ein Anhänger des böhmischen Königs Georg von Podiebrad. Von 1454 bis 1474 bekleidete er das Amt des Landeshauptmanns des böhmischen Districts Glatz, der 1459 zur Grafschaft Glatz erhoben wurde. Zudem war er ab 1456 Landeshauptmann von Münsterberg sowie 1458 bis 1465 Hauptmann des Weichbildes Frankenstein.

## Leben
Hans Woelfl von Warnsdorf entstammte der Familie von Warnsdorf, einem nordböhmischen Rittergeschlecht aus Warnsdorf, das im 12. Jahrhundert in der Oberlausitz siedelte und dessen bekanntester Vertreter der Komtur der Johanniter in Zittau, Heinrich von Warnsdorf († 1346) war, der von manchen Historikern als möglicher Autor der Dalimil-Chronik angesehen wird. 
Hans von Warnsdorf wurde erstmals 1412 urkundlich erwähnt, als er von Heinrich Berka von Dubá (Hynek Berka z Dubé) die Burg Sloup zusammen mit dem Dorf Sloup und Radvanec erwarb. 1424 erwarb er zu Sloup die Dörfer Janov sowie Nedostojov mit dem dortigen Vorwerk. Im selben Jahr verpfändete ihm die böhmische Königin Barbara von Cilli die Herrschaft Trautenau mit den Städten Königinhof und Arnau, deren Witwengut es seit 1437 war. Von Matěj Salava von Lipá (Matěj Salava z Lípy) erwarb er die unweit gelegene Burg Skály sowie die Festen Jungbuch und Altenbuch bei Trautenau.
Um 1441 erhielt er zudem die unweit von Trautenau gelegene Burg Schatzlar, von der aus er wiederholt bewaffnete Raubzüge gegen die Städte des benachbarten schlesischen Fürstentums Schweidnitz-Jauer unternahm. Um das zu unterbinden, brachten die Schlesier die Burg in ihren Besitz. Da es nachfolgend trotzdem immer wieder zu bewaffneten Konflikten kam, forderten die Stände des Fürstentums 1450 auf einer Versammlung in Pelhřimov eine Verlängerung des Waffenstillstandes mit dem Trautenauer Hauptmann Hans von Warnsdorf. Er wurde beschuldigt, in einem Brief an die Stände eine Erneuerung der Huldigung gefordert zu haben und diese auch von Landeshut und weiteren Städten erzwingen zu wollen. 
Es ist nicht bekannt, warum der Katholik und der Abstammung nach Deutsche Hans von Warnsdorf sich dem Utraquisten Georg von Podiebrad anschloss. Bereits 1453 bestätigte ihm dieser die Herrschaft Trautenau auf Lebenszeit; ein Jahr später wies er ihm die benachbarte Herrschaft Schatzlar als ein erbliches Lehen zu. Am 3. Mai 1454 gehörte er zusammen mit den katholischen Adligen Zdeněk von Sternberg, Jan von Rabstein, Ulrich (Oldřich) Zajíc von Hasenburg und Heinrich von Michalowitz (Jindřich z Michalovic) einer böhmischen Delegation an, die in Breslau im Auftrag des Königs Ladislaus die Huldigung der Stände und des Breslauer Rats entgegennehmen sollte. Ebenfalls 1454 ernannte Georg von Podiebrad in seiner Eigenschaft als Vormund des unmündigen Königs Ladislaus Hans von Warnsdorf zum Landeshauptmann des böhmischen Districts Glatz, den der zum König aufgestiegene Georg von Podiebrad 1459 zur Grafschaft Glatz erhob. Am 29. Juli 1954 ernannte Hans von Warnsdorf den Rat der Residenzstadt Glatz. 1456 war er als Zeuge zugegen, als auf der Glatzer Burg die offizielle Übergabe des schlesischen Herzogtums Münsterberg an Georg von Podiebrad erfolgte. 
Als Glatzer Landeshauptmann erwarb sich Hans von Warnsdorf das volle Vertrauen Georgs von Podiebrad, der 1458 zum böhmischen König gewählt wurde. Von 1458 bis 1465 bekleidete er zudem das Amt des Landeshauptmanns für das benachbarte Weichbild Frankenstein. Bereits im März 1458 entsandte der König Hans von Warnsdorf zusammen mit dem Egerer Hauptmann Otto von Sparneck und Dietrich von Janowitz (Dětrich z Janovic) zur Versammlung der schlesischen Fürsten nach Liegnitz, der Hauptstadt des Herzogtums Liegnitz. Bei dem Treffen ging es um die Anerkennung von Georgs Königswürde, der sich die schlesischen Fürsten und vor allem die Ratsherren der Städte Breslau und Schweidnitz entgegenstellten. Da die Huldigung nicht erreicht werden konnte und die Schlesier nach wie vor den „Ketzerkönig“ Georg bekämpften, ließ Hans von Warnsdorf zahlreiche Dörfer von seinen Söldnern überfallen und ausplündern. Als er seine kriegerischen Unternehmungen fortsetzte, huldigten die Schlesier schließlich in Liegnitz dem König Georg von Podiebrad. 1462 entsandte der König seinen Vertrauten Hans von Warnsdorf nach Wien, wo er den Kaiser Ferdinand III. befreit haben soll, der von rebellischen Untertanen in seiner Residenz belagert worden war. Als Glatzer Landeshauptmann war Hans von Warnsdorf bemüht, den Glatzer Klerus aus dem Streit der Utraquisten mit den Vertretern der katholischen Kirche herauszuhalten. Wohl deshalb nahm ihn Propst Michael Czacheritz in die Kommunität des Glatzer Augustiner-Chorherrenstifts auf.
Auch nach Georg von Podiebrads Tod im Jahr 1471 behielt Hans von Warnsdorf das Amt des Glatzer Landeshauptmanns bis 1474 bei. Bereits am 24. April 1472 nahm er zusammen mit Podiebrads Sohn, dem Glatzer Grafen Heinrich d. Ä. kampflos die Stadt Braunau in Nordostböhmen ein, die 1469 vom Feldhauptmann des böhmischen Gegenkönigs Matthias Corvinus, Franz von Hag, besetzt worden war und dessen Söldner sich noch immer in der Stadt befanden. Unmittelbar darauf nahmen die Glatzer auch das benachbarte Städtchen Politz ein. Dadurch gelangten das Braunauer Land und Politz bis 1483 unter die Herrschaft Heinrichs d. Ä., der beides mit Zustimmung des böhmischen Königs Vladislav II. seiner Grafschaft Glatz inkorporierte. Auch von Braunau aus unternahm Hans von Warnsdorf weiterhin Einfälle nach Schlesien. Wegen der damit verbundenen Drohungen leisteten einzelne schlesische Städte freiwillige und teilweise auch vereinbarte Kriegsgelder und Kontributionen an den Glatzer Grafen Heinrich d. Ä.
Zusammen mit Herzog Heinrich d. Ä. sowie den böhmischen Adeligen Wilhelm Kruschina von Lichtenburg, Peter Kdulinec von Ostroměř und Christoph von Talkenberg auf Talkenstein nahm Hans von Warnsdorf 1477 als Bevollmächtigter des Königs Vladislavs II. an den Friedensverhandlungen zwischen Böhmen und den schlesischen Vertretern in Braunau teil. Dort sprach er als erster der böhmischen Vertreter. Im selben Jahr übertrug ihm und seinem Schwiegersohn Friedrich von Schönburg bzw. Schumburg (Bedřich ze Šumburka), der mit seiner Tochter Katharina verehelicht war, der böhmische König Vladislav II. die „vff schlesischer granecz“ gelegene Stadt Landeshut mitsamt der Vogtei und sonstigem Zubehör. 1482 verpfändete ihm Herzog Heinrich d. Ä. die ostböhmischen Güter der Wiesenburg, forderte sie jedoch drei Jahre später wieder zurück.

## Familie
Obwohl Hans von Warnsdorf zweimal verheiratet war, hinterließ er keine männlichen Nachkommen. Der Name seiner ersten Frau ist nicht bekannt. In zweiter Ehe war er mit Eufemia von Waldenburg (Eufemie z Valdenburka) verheiratet. Dieser Ehe entstammten zwei Töchter.
- Die Tochter Katharina war mit dem Hauptmann des Königgrätzer Kreises, Friedrich von Schönburg († nach 1492) verheiratet, dem Hans von Warnsdorf 1471 das Lehen der Herrschaft Schatzlar und 1472 die Herrschaft Trautenau übertrug.
- Der Vorname der zweiten Tochter ist nicht bekannt. Sie war mit Georg Schoff (Jiří Šof) verheiratet.